# Römisch-katholische Kirche in den Niederlanden

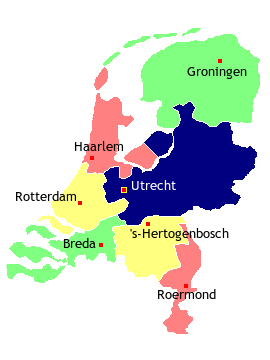
Bistümer in den Niederlanden

Die römisch-katholische Kirche in den Niederlanden (niederländisch Rooms-Katholiek Kerkgenootschap) ist Teil der römisch-katholischen Kirche.

## Organisation
| Katholiken in den Niederlanden |             |            |        |
| Jahr                           | Bevölkerung | Katholiken | %      |
| 1970                           | 13.305.802  | 5.320.000  | 40,5 % |
| 1980                           | 12.447.882  | 5.620.000  | 39,5 % |
| 1990                           | 15.027.027  | 5.560.000  | 37,0 % |
| 2000                           | 15.987.075  | 5.060.413  | 31,6 % |
| 2010                           | 16.664.000  | 4.166.000  | 25,0 % |
| 2017                           | 17.133.000  | 3.943.000  | 23,0 % |

Die römisch-katholische Kirche ist in den Niederlanden die größte konfessionelle Gemeinschaft. In den Niederlanden gab es 2014 etwa 3,943 Millionen Katholiken (oder 23,3 % der Gesamtbevölkerung), durchschnittlich etwa 214.000 besuchten am Sonntag die Messe (Stand: 31. Dezember 2014). In zwei Bistümern, ’s-Hertogenbosch und Roermond, stellen die Katholiken die Bevölkerungsmehrheit.
Mit 2.530 lag die Zahl der kirchlichen Trauungen 2013 bei einem Drittel des Wertes von 2003. Im Jahr 2013 wurden in den Niederlanden 17.530 Kinder durch die Taufe in die römisch-katholische Kirche aufgenommen.
Die römisch-katholische Kirche wird durch die Niederländische Bischofskonferenz vertreten; Vorsitzender ist Hans van den Hende, Bischof von Rotterdam. Der Heilige Stuhl ist mit einer Nuntiatur vertreten; Apostolischer Nuntius ist seit April 2025 Erzbischof Jean-Marie Speich.
Die Ordensleute schlossen sich zu Konferentie Nederlandse Religieuzen (Konferenz der niederländischen Ordensleute) zusammen.

## Bistümer
Die römisch-katholische Kirche in den Niederlanden besteht aus einer Kirchenprovinz mit sieben Bistümern. Der Erzbischof ist zugleich Primas.
| Bistum               | Mitglieder | Mitglieder in % der Gesamtbevölkerung | Anzahl Kirchenbesucher | Sonntägliche Kirchenbesucher in % der Gesamtbevölkerung |
| -------------------- | ---------- | ------------------------------------- | ---------------------- | ------------------------------------------------------- |
| Groningen-Leeuwarden | 0109.000   | 06,1 %                                | 007.120                | 0,4 %                                                   |
| Utrecht (Erzbistum)  | 0757.000   | 19,0 %                                | 063.850                | 0,9 %                                                   |
| Haarlem-Amsterdam    | 0474.000   | 16,6 %                                | 026.380                | 0,9 %                                                   |
| Rotterdam            | 0522.000   | 14,6 %                                | 027.800                | 0,8 %                                                   |
| Breda                | 0448.000   | 40,2 %                                | 024.920                | 1,3 %                                                   |
| ’s-Hertogenbosch     | 1.140.000  | 55,2 %                                | 046.050                | 2,2 %                                                   |
| Roermond             | 0871.000   | 72,8 %                                | 036.640                | 3,3 %                                                   |
| Niederlande          | 4.267.000  | 25,9 %                                | 192.570                | 1,2 %                                                   |

## Geschichte

### Achtzigjähriger Krieg
Im Achtzigjährigen Krieg zwischen den aufständischen niederländischen Provinzen und dem spanischen König hatten die Reformierten die politische Macht in den aufständischen Gebieten. Die Bischöfe und viele Priester mussten aus dem Machtbereich der Aufständischen fliehen. Die von den Aufständischen beherrschten Gebiete wurden Missionsland, also Gebiete ohne katholische Kirchenstruktur. Katholische Gottesdienste konnten dort nur noch in „Schuilkerken“ (verborgenen Kirchen) stattfinden.
1621 wurde der Krieg nach zwölfjährigem Waffenstillstand fortgesetzt. Die Aufständischen eroberten dabei Gebiete im Süden der heutigen Niederlande, die mehrheitlich katholisch waren: ’s-Hertogenbosch in Brabant (1629) sowie Venlo, Roermond und Maastricht in Limburg (1632). Unter dem Druck von strenggläubigen Reformierten wurde der Katholizismus in ’s-Hertogenbosch verboten, obwohl die Stadt Bischofssitz war. In Venlo, Roermond und Maastricht wurde die Ausübung des Katholizismus hingegen – neben dem Protestantismus – erlaubt.

### Vom Frieden von Münster bis zur Französischen Revolution
Am 30. Januar 1648 wurde der Friede von Münster unterzeichnet, der den bestehenden Zustand weitgehend festschrieb. Die Republik der Sieben Vereinigten Niederlande (die aufständischen Provinzen) erlangte die formelle Unabhängigkeit vom spanischen König.
Zu der Zeit war etwa ein Drittel der Bevölkerung der Republik katholisch, während die Mehrheit der Bevölkerung reformiert war.
Im Laufe des 17. Jahrhunderts gab es für Katholiken, Remonstranten, die Mennoniten in den Niederlanden und Lutheraner in der Praxis eine Freiheit des Gottesdienstes in Gebäuden, die nicht als Kirche zu erkennen waren. In dieser Zeit gab es zwar Gesetze gegen Katholiken, diese Gesetze wurden aber im Laufe der Zeit immer weniger streng angewandt.
Im 17. und zu Beginn des 18. Jahrhunderts gab es innerhalb der katholischen Kirche Konflikte wegen des Jansenismus. Diese Konflikte (und andere) führten 1723 zum Utrechter Schisma und zur Entstehung der Altkatholischen Kirche der Niederlande.
Zur Situation in den 1780er Jahren siehe hier.

### Französische Revolution und französischer Einfluss
Die Republik der Vereinigten Niederlande wurde von Truppen der französischen Revolution besetzt. Anhänger der Revolution gründeten die Batavische Republik. Diese Republik geriet im Laufe der nächsten Jahre immer mehr unter französischen Einfluss. Napoleon wandelte sie im Juni 1806 zum Königreich Holland um und machte sie im Juli 1810 zu einem Teil von Frankreich.
Am 15. Juli 1801 unterzeichneten Napoleon und der Heilige Stuhl ein Konkordat, das die Aussöhnung zwischen Frankreich und der katholischen Kirche brachte. Als Folge davon wurde auch die Lage der Katholiken in den französisch beherrschten Niederlanden besser. Die Ausübung der Religionsfreiheit für Katholiken wurde wiederhergestellt, und viele Kirchengüter wurden zurückgegeben.

### Königreich der Niederlande
Nach dem Ende der Herrschaft Napoleons 1815 wurde auf dem Wiener Kongress das Vereinigte Königreich der Niederlande gegründet. Es umfasste im Wesentlichen das Gebiet der heutigen Beneluxstaaten. Der nördliche Teil des Königreiches war überwiegend reformiert, der südliche Teil überwiegend katholisch.
Zwischen 1815 und 1830 gab es immer wieder Spannungen zwischen der katholischen Kirche und dem niederländischen König Wilhelm I. Der König versuchte, Einfluss auf die Kirche auszuüben. Man sagte ihm nach, er habe ein anglikanisches Kirchenmodell angestrebt.
1827 unterzeichneten der niederländische König Wilhelm I. und der Vatikan ein Konkordat, das die rechtliche Stellung der katholischen Kirche verbessern sollte. Wegen des protestantischen Widerstandes und wegen des Belgischen Aufstandes von 1830 wurde dieses Konkordat aber nicht umgesetzt. In der ersten Hälfte des 19. Jahrhunderts arbeiteten die katholischen Politiker mit den Liberalen zusammen. Das gemeinsame Ziel war die Demokratisierung des Staates gegen den autoritären Regierungsstil von König Wilhelm I.
Im Revolutionsjahr 1848 reformierte der liberale Politiker Thorbecke im Auftrage des Königs Wilhelm II. die Verfassung der Niederlande. Es wurde die Freiheit der kirchlichen Organisation anerkannt. 1853 wurde, unter Ministerpräsident Thorbecke, die bischöfliche Hierarchie wiederhergestellt. Fünf Jurisdiktionen wurden (wieder-)errichtet: Utrecht als Erzbistum sowie die Bistümer Haarlem, 's-Hertogenbosch, Breda und Roermond. Proteste dagegen kamen von der Aprilbewegung. Diese Proteste führten zur Absetzung von Thorbecke als Ministerpräsident. In der Schulfrage vertraten Katholiken und Liberale entgegengesetzte Standpunkte: Die Katholiken forderten das Recht auf konfessionelle Schulen, während die Liberalen dagegen waren. Die Schulfrage und der Sturz Thorbeckes führten dazu, dass sich die katholischen und die liberalen Politiker voneinander entfremdeten und immer mehr zu politischen Gegnern wurden.
Die katholische Kirche war von etwa 1850 an bis zum Beginn des Ersten Weltkriegs von einem starken Antimodernismus und einer starken Bindung an Rom („Ultramontanismus“) geprägt.
In der Mitte des 19. Jahrhunderts setzte die Versäulung (Verzuiling) ein. Die Katholiken fingen an, sich gesellschaftlich und politisch stärker zu organisieren.
Die katholische Kirche ließ viele neue Kirchbauten errichten. Die Geburtenrate war nirgendwo in den Niederlanden so hoch wie in den beiden mehrheitlich katholischen Provinzen Noord-Brabant und Limburg; dadurch stieg der Anteil der Katholiken an der niederländischen Gesamtbevölkerung stark an. Damals galt es als Tradition, dass jeder zweite Sohn das Priesteramt ergriff. Die katholische „Säule“ trat politisch nach außen als Einheit auf (75 % der Nordbrabanter wählten die Katholieke Volkspartij), was die katholische Emanzipation in den traditionell calvinistischen Niederlanden stimulierte; die Interessen Nordbrabants wurden besser vertreten. In dieser Periode der nordbrabantischen Geschichte engagierte sich die Kirche auch stark in der Mission in Übersee (siehe z. B. Steyler Mission); die Ära wird von Historikern (und den Nordbrabantern) Rijke Roomse Leven („reiches römisches Leben“) genannt.
Der katholische Politiker Herman Schaepman gründete 1896 die Rooms-Katholieke Staatspartij, später Katholieke Volkspartij. Schaepman bemühte sich mit Erfolg um ein politisches Bündnis mit der ARP (Anti-Revolutionaire Partij) von Abraham Kuyper, obwohl diese Partei protestantisch und antikatholisch ausgerichtet war. Ein gemeinsames Ziel war das Recht auf konfessionell geleitete Schulen. Diese Zusammenarbeit hielt, bis das gemeinsame Ziel erreicht war (ca. 1920). Danach gab es in katholischen Kreisen Überlegungen, mit der SDAP (Sozialisten) zusammenzuarbeiten, aber dies wurde erst nach dem Zweiten Weltkrieg umgesetzt.
Nach 1945 nahm die Bedeutung der konfessionellen Zugehörigkeit deutlich ab, so dass es zu einem allmählichen Ende der „Versäulung“ kam. Die einsetzende Säkularisierung traf zunächst stärker das protestantische Milieu, seit Beginn der 1970er Jahre jedoch auch die Katholiken. Die drei konfessionell geprägten Parteien ARP, CHU und KVP arbeiteten immer enger zusammen und sicherten so der Christdemokratie einen starken Einfluss in der niederländischen Politik, bis sie sich 1980 schließlich zum Christen-Democratisch Appèl (CDA) vereinigten.
Von 1966 bis 1970 beriet in Noordwijkerhout ein Pastoralkonzil (Pastoraal Concilie van de Nederlandse Kerkprovincie) darüber, wie die Beschlüsse des Zweiten Vatikanischen Konzils in der katholischen Kirche der Niederlande zu verwirklichen seien. Unter Protest des Apostolischen Nuntius in den Niederlanden, Angelo Felici, votierte das Pastoralkonzil mit großer Mehrheit dafür, die priesterliche Zölibatsverpflichtung abzuschaffen. Die Bischöfe erklärten sich trotz der mehrheitlichen Enthaltung unter Führung des Utrechter Kardinals Bernard Jan Alfrink bereit, das Ergebnis in Rom vorzutragen. Papst Paul VI. äußerte sich  „tief betrübt“. 
Der Beschluss führte in der Folge zu völlig ungeordneten Zuständen – dergestalt, dass Priester heirateten und ohne oder auch mit Erlaubnis des zuständigen Ortsbischofs weiterhin ihr Amt ausübten – und massenhaften Austritten. In der Folge berief Papst Johannes Paul II. 1979 eine niederländische Partikularsynode in Rom ein. Dort beschlossen die niederländischen Bischöfe mehrheitlich, die Ergebnisse des Pastoralkonzils von Noordwijkerhout für null und nichtig zu erklären. Durch eine Folge von Ernennungen „romtreuer“ Bischöfe Anfang der 1980er Jahre versuchte die Kurie, die katholische Kirche in den Niederlanden wieder „auf Linie“ zu bringen.